# Srei Santhor
Srei Santhor es uno de los 16 distritos que forman la provincia camboyana de Kompung Cham, con una población estimada en marzo de 2008 de 7620 habitantes. Está dividido en las siguientes  comunas (khum), que se muestran asimismo con población estimada de 2008:
- Baray 7,620
- Chi Bal 2,809
- Kaoh Andaet 4,011
- Khnar Sa 3,252
- Mean Chey 7,774
- Pram Yam 5,044
- Preaek Dambouk 9,870
- Preaek Pou 12,569
- Preaek Rumdeng 9,563
- Pteah Kandal 5,184
- Ruessei Srok 5,094
- Svay Pou 6,182
- Svay Sach Phnum 4,599
- Tong Tralach 2,992[1]